# Christoph Naumann
Christoph Naumann ist ein ehemaliger deutscher Volleyballspieler und -trainer.

## Volleyball-Karriere
Naumann spielte bis 1979 Volleyball beim Zweitligisten TuS Griesheim. Von 1979 bis 1984 spielte der Mittelblocker beim Bundesligisten USC Gießen, mit dem er dreimal Deutscher Meister wurde und den DVV-Pokal gewann. Anschließend war er fünf Jahre beim Zweitligisten TuS Kriftel als Spieler und als Trainer aktiv. Naumann war auch in der deutschen Nationalmannschaft aktiv und erreichte bei der Europameisterschaft 1981 in Bulgarien Platz elf.